# Heinrich Cerrini de Monte Varchi (General, 1801)

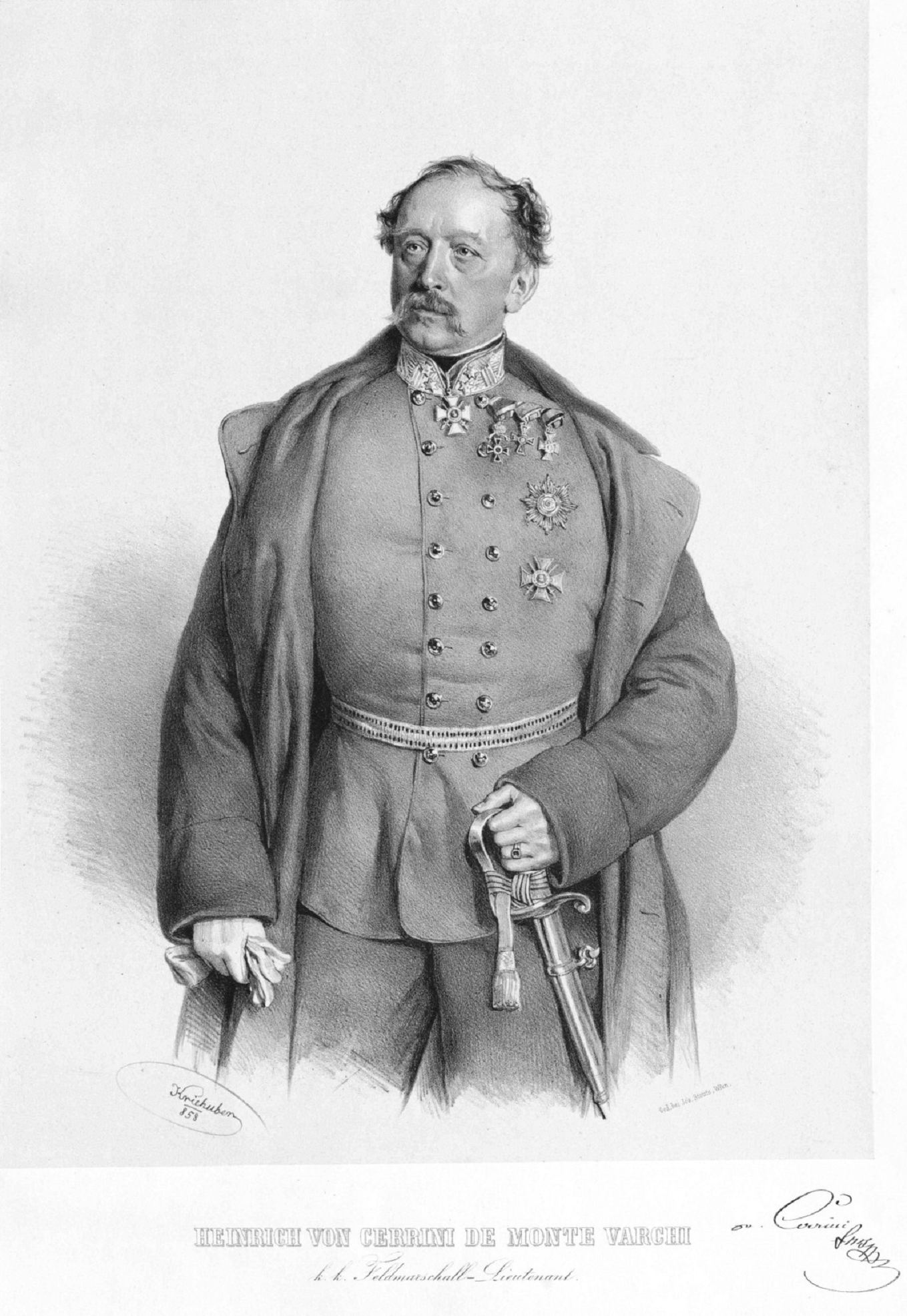
Feldmarschalleutnant Cerrini

Heinrich Cerrini de Monte Varchi (* 23. November 1801 in Görlitz in Sachsen; † 27. Oktober 1870) war kaiserlich-königlich österreich-ungarischer Offizier, seit 1858 im Rang eines Feldmarschallleutnant der Infanterie.

## Leben

### Herkunft
Heinrich Cerrini de Monte Varchi war der zweite von drei Söhnen des Franz Cerrini de Monte Varchi, der am 13. April 1807 bei der Belagerung von Danzig als sächsischer Oberstleutnant gefallen war. Die Mutter war Eleonore von Nostitz aus dem Hause Döbschütz. Auch die beiden Brüder Franz Mariotto (* 1799) und Ernst (* 1803) waren in kaiserlich-königlich österreich-ungarische Militärdienste getreten. Ihnen allen, so früh verwaist, hatte sich der älteste Bruder des Vaters mit väterlicher Fürsorge angenommen. Dieser Onkel war der königlich sächsische Kabinetts- und Kriegsminister Heinrich Cerrini de Monte Varchi (1740–1823).

### Militärisches Wirken
Cerrini trat als Kadett in das kaiserlich-königliche Pionierkorps ein. Am 1. November 1820 wurde er zum Fähnrich beim Infanterieregiment Baron Lattermann Nr. 7 ernannt, wurde 1823 Unterleutnant beim Infanterieregiment Baron Vacquant Nr. 6, 1831 Oberleutnant im Stab des Generalquartiermeisters. Von April bis Dezember 1832 kam er zu diplomatischer Verwendung, indem er mit dem Generalmajor Graf Clam-Martinic nach Berlin beordert wurde, und im Anschluss einige Wochen in die kaiserlich-königliche Hof- und Staatskanzlei kam.
Im April 1833 zum Kapitänleutnant befördert, avancierte Cerrini 1834 zum wirklichen Hauptmann beim Infanterieregiment Erzherzog Karl Nr. 3. Darauf wurde er einige Zeit im Militärdepartement des Hofkriegsrates verwandt. Zunächst wurde er dann als Erzieher des Erzherzogs Alexander beim Hofstaat des Erzherzogs Palatin angestellt. Dieses Amt bekleidete er bis zum Mai 1838. Im Juli 1840 zum Major beim Infanterieregiment Prinz Emil von Hessen und bei Rhein Nr. 54 ernannt, wurde er im August 1848 Oberstleutnant in diesem Regiment.
Heinrich Cerrini hatte sich als Grenadierbataillonskommandant im Mai-Aufstand in Prag durch entschlossene und umsichtige Führung seiner Truppe ausgezeichnet, wofür er das Ritterkreuz des österreichischen Leopold-Ordens empfing und zum Oberst ernannt wurde. Im Jahr 1850 zum Generalmajor befördert, wurde er 1856 Brigadier beim 6. Armeekorps und erhielt 1858 den Rang eines Feldmarschallleutnants der Infanterie.

## Familie
Der nachmalige Oberkommandeur der Sächsischen Armee, Clemens Cerrini de Monte Varchi (1785–1852), war sein Vetter. In der kaiserlich-königlich österreich-ungarischen Armee hatte er mit dem Grafen Karl Cerrini de Monte Varchi (1777–1840) einen weiteren Vetter, der ein Sohn des Feldmarschallleutnants Joseph Cerrini de Monte Varchi (1743–1809) war.
Heinrich Cerrini de Monte Varchi heiratete 1833 mit Antonia Freiin von Bartenstein eine Nachfahrin des Freiherrn Johann Christoph von Bartenstein. Zu Beginn des Jahres 1856 heiratete er die Sternkreuzordensdame Bertha Gräfin von Thurn und Valsassina-Como-Vercelli (* 1824), die 1889, ab 27. Oktober 1870 verwitwet, in Graz lebte.